# Лада тера
Лада тера или Ладин континент (лат. Lada Terra) једна је од три именоване континенталне масе (тере) на површини планете Венере (поред Иштар тере и Афродита тере). Налази се на подручју око јужног венериног пола на координатама од 62,5° јужно и 20° источно (планетоцентрични координатни систем +Е 0—360).
Име је добила по старословенском божанству лета, лепоте и љубави Лади.
Пречник области је око 8.615 км. У југоисточном делу тере налази се узвишење Сивакоатл монс пречника до 780 км и релативне висине до 4.000 метара. Све остале области су знатно ниже, и не прелазе 1.500 метара. 
У геолошком смислу ово је један од најмлађих рељефних облика на Венери. 
Екстремне тачке су следеће:
- крајњи север на -50°
- крајњи југ на -75°
- крајњи исток на 360°
- крајњи запад на 0°.